# Edad de Hielo Cenozoica Tardía

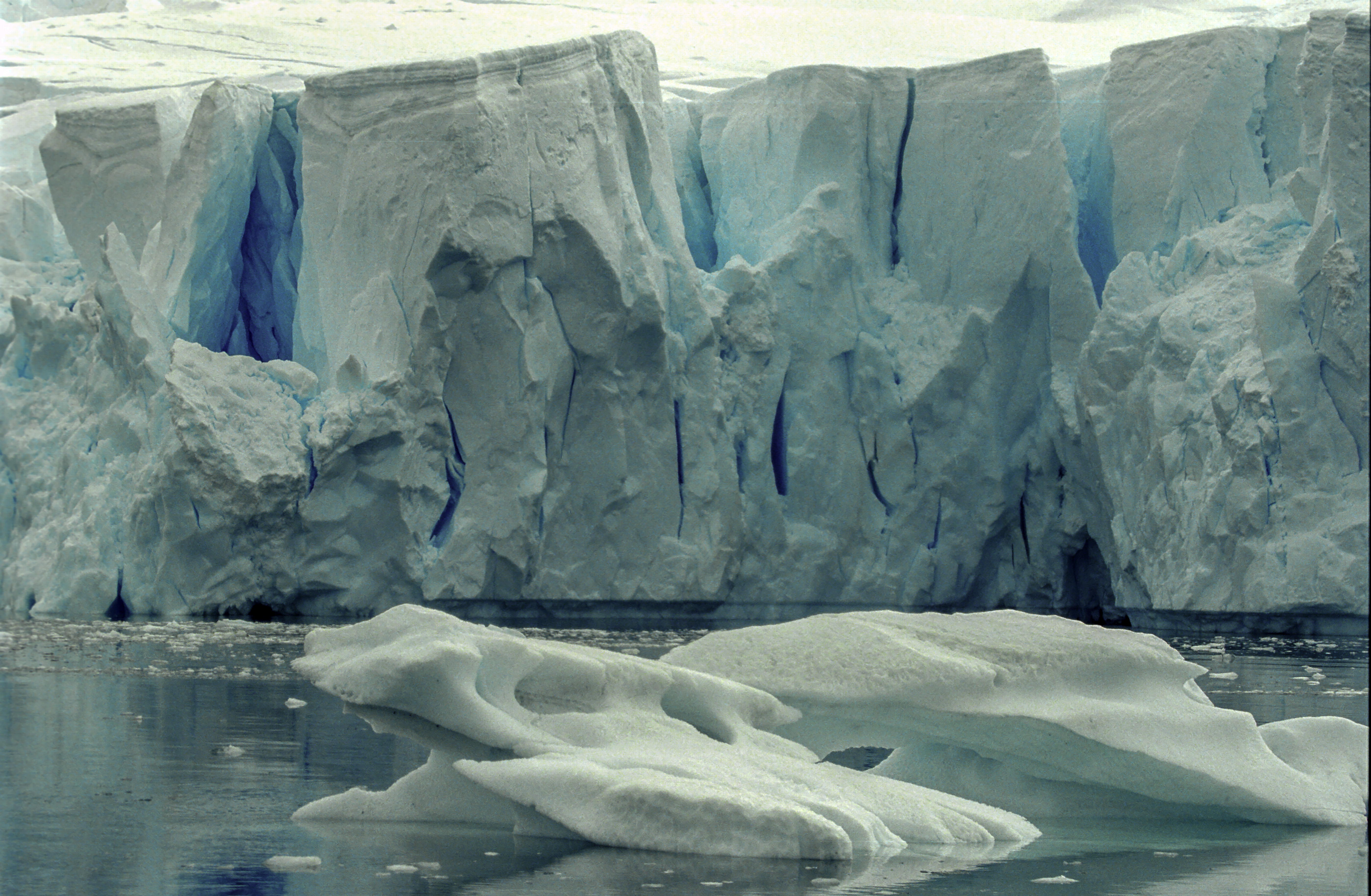
Puerto Neko, Antártida circa 2000

| La Edad de Hielo Cenozoica Tardía Desde hace 33,9 millones de años hasta el presente Divisiones dentro de la edad de hielo actual Para divisiones anteriores a 33,9 millones de años, ver Escala temporal geológica                                                                  |                                                         |                            |
| Período | Época                                                   | Edad                       |
| C u a t e r n a r i o |                                                         |                            |
| Holoceno 11.7 ka al presente | Megalayense 4.2 ka al presente                          |                            |
| Holoceno 11.7 ka al presente | Norgripiense 8.2 a 4.2 ka                               |                            |
| Holoceno 11.7 ka al presente | Groenlandiense 11.7 a 8.2 ka                            |                            |
| Pleistoceno 2.58 Ma a 11.7 ka | Tarantiense 129 a 11.7 ka                               |                            |
| Pleistoceno 2.58 Ma a 11.7 ka | Chibaniense ("Ionian") 774 a 129 ka                     |                            |
| Pleistoceno 2.58 Ma a 11.7 ka | Calabriense 1.8 Ma a 774 ka                             |                            |
| Pleistoceno 2.58 Ma a 11.7 ka | Gelasiense 2.58 a 1.8 Ma                                |                            |
| N e ó g e n o |                                                         |                            |
| Plioceno 5.333 a 2.58 Ma | Piacenziense 3.6 a 2.58 Ma                              |                            |
| Plioceno 5.333 a 2.58 Ma | Zancliense 5.333 a 3.6 Ma                               |                            |
| Mioceno 23.03 a 5.333 Ma | Messiniense 7.246 a 5.333 Ma                            |                            |
| Mioceno 23.03 a 5.333 Ma | Tortoniense 11.63 a 7.246 Ma                            |                            |
| Mioceno 23.03 a 5.333 Ma | Serravalliense 13.82 a 11.63 Ma                         |                            |
| Mioceno 23.03 a 5.333 Ma | Langhiense 15.97 a 13.82 Ma                             |                            |
| Mioceno 23.03 a 5.333 Ma | Burdigaliense 20.44 a 15.97 Ma                          |                            |
| Mioceno 23.03 a 5.333 Ma | Aquitaniense 23.03 a 20.44 Ma                           |                            |
| P a l e ó g e n o | Oligoceno 33.9 a 23.03 Ma (last epoch of the Paleógeno) | Chattiense 28.1 a 23.03 Ma |
| P a l e ó g e n o | Oligoceno 33.9 a 23.03 Ma (last epoch of the Paleógeno) | Rupeliense 33.9 a 28.1 Ma  |
| La Edad de Hielo Cenozoica Tardía cae dentro de la Era Cenozoica que comenzó hace 66 millones de años. La Era Cenozoica es parte del Eón Fanerozoico que comenzó hace 541 millones de años. Los colores de la tabla son los oficiales de la Tabla Cronoestratigráfica Internacional. |                                                         |                            |

La Edad de Hielo Cenozoica Tardía o Glaciación Antártica, comenzó hace 33,9 millones de años en el Límite Eoceno-Oligoceno y está en curso. Es la edad de hielo actual de la Tierra o el período de las capas de hielo. Su inicio está marcado por la formación de las capas de hielo antárticas. La Edad de Hielo Cenozoica Tardía recibe su nombre debido al hecho de que cubre aproximadamente la última mitad de la era Cenozoica hasta la actualidad. 
Seis millones de años después del comienzo de la Edad de Hielo Cenozoica Tardía, la Capa de Hielo Antártico Oriental se había formado, y hace 14 millones de años había alcanzado su extensión actual. Ha persistido hasta el momento actual. En este punto, los niveles de CO2 habían caído a 750 ppm.
En los últimos tres millones de años, las glaciaciones se han extendido al hemisferio norte. Comenzó con Groenlandia cada vez más cubierto por una capa de hielo en el Plioceno tardío ( hace 2.9-2.58 Ma). Durante la Época del Pleistoceno (comenzando hace 2.58 Ma), la glaciación cuaternaria se desarrolló con temperaturas medias decrecientes y amplitudes crecientes entre glaciares e interglaciales. Durante los períodos glaciales del Pleistoceno, grandes áreas del norte de América del Norte y el norte de Eurasia han estado cubiertas por capas de hielo.

Gráfico del clima de la Tierra durante el eón Fanerozoico, los últimos 541 millones de años.

## Historia de descubrimiento y nomenclatura
El naturalista alemán Karl Friedrich Schimper acuñó en 1837 el término Eiszeit, que significa edad de hielo. Durante mucho tiempo, el término solo se refería a períodos glaciales. En algún momento posterior, esto se convirtió en el concepto de agrupaba varias glaciaciones en edades de hielo mucho más largas.
El concepto de que la Tierra se encuentra actualmente en una edad de hielo que comenzó hace unos 30 millones de años se remonta al menos a 1966. Como «edad de hielo» el Cenozoico tardío se usó al menos desde 1971.

## El clima antes de los casquetes polares

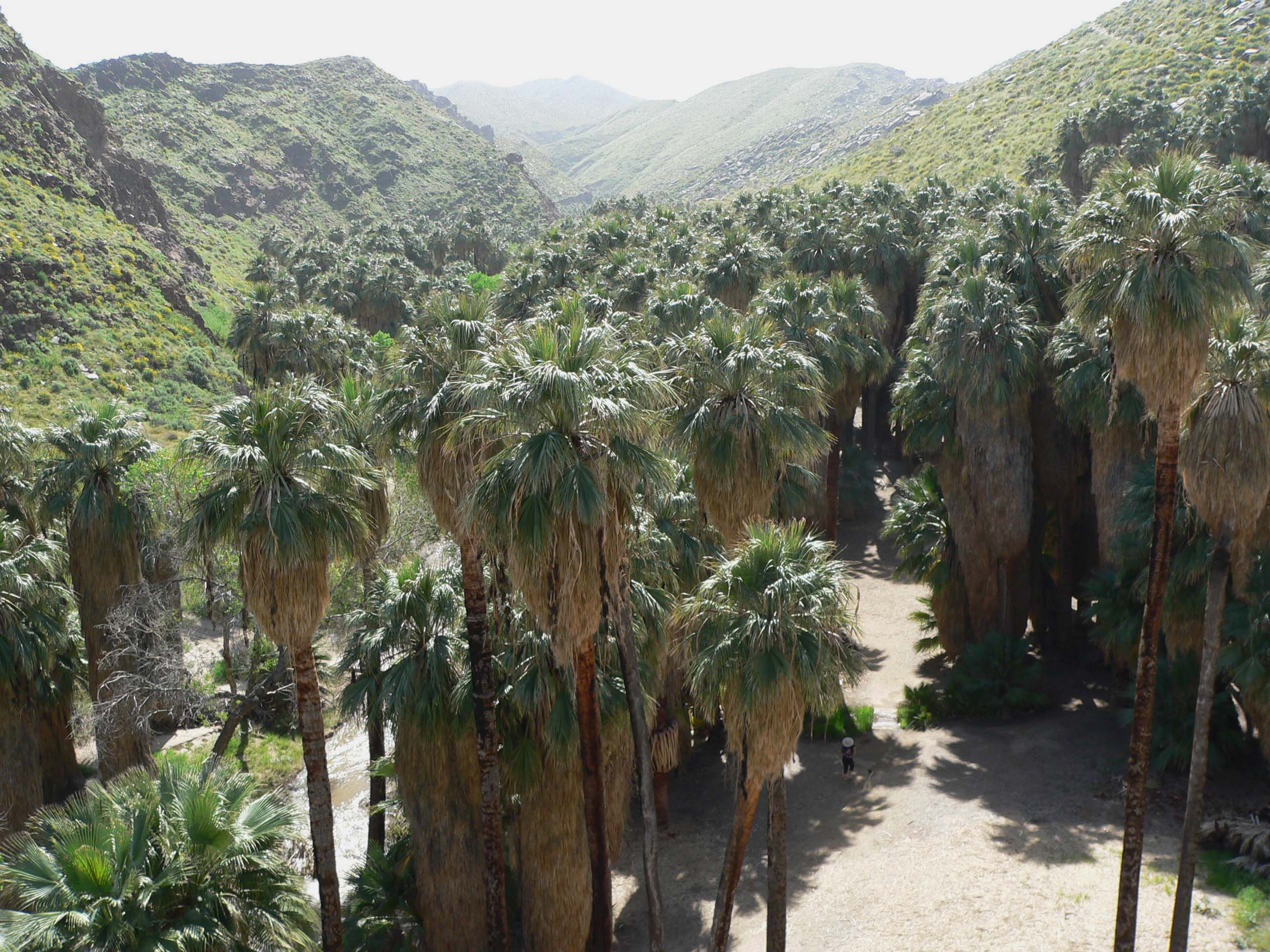
Este tipo de vegetación creció en la Antártida durante el Eoceno. Foto tomada en Palm Canyon (California, Estados Unidos) en 2005.

El último período de invernadero comenzó hace 260 millones de años durante el Período Pérmico tardío al final de la Edad de Hielo Karoo. Duró todo el tiempo de los dinosaurios no aviarios durante la era Mesozoico, y terminó hace 33,9 millones de años a mediados de la era Cenozoico (la actual). Este período de invernadero duró 226.1 millones de años.
La parte más caliente de la última tierra de efecto invernadero fue la edad cálida del Paleoceno tardío-Eoceno temprano. Este fue un período de invernadero que duró de 65 a 55 millones de años. La parte más calurosa de esta época tórrida fue el máximo térmico del Paleoceno-Eoceno , hace 55,5 millones de años. La temperatura global promedio fue de alrededor de 30 °C, que es aproximadamente 15 °C más cálida que la actual. Esta fue solo la segunda vez que la Tierra alcanzó este nivel de calor desde el Precámbrico . La otra vez fue durante el Período Cámbrico , que se extendió desde hace 541 millones de años hasta hace 485,4 millones de años. 
A principios del Eoceno, Australia y Sudamérica estaban conectadas a la Antártida.
Hace 53 millones de años durante el Eoceno, las altas temperaturas del verano en la Antártida fueron de alrededor de 25 °C. Las temperaturas durante el invierno fueron de alrededor de 10 °C. No se congeló durante el invierno. El clima era tan cálido que los árboles crecieron en la Antártida. Las Arecaceae (palmeras) crecieron en las tierras bajas costeras, y Fagus (hayas) y Pinidae (coníferas) crecieron en las colinas del interior de la costa.
Las temperaturas pronto comenzaron a disminuir a medida que los niveles de metano en la atmósfera comenzaron a disminuir.
A medida que el clima global se enfrió, el planeta vio una disminución en los bosques y un aumento en las sabanas. Los animales evolucionaban hacia un mayor tamaño corporal.

## Glaciación del hemisferio sur

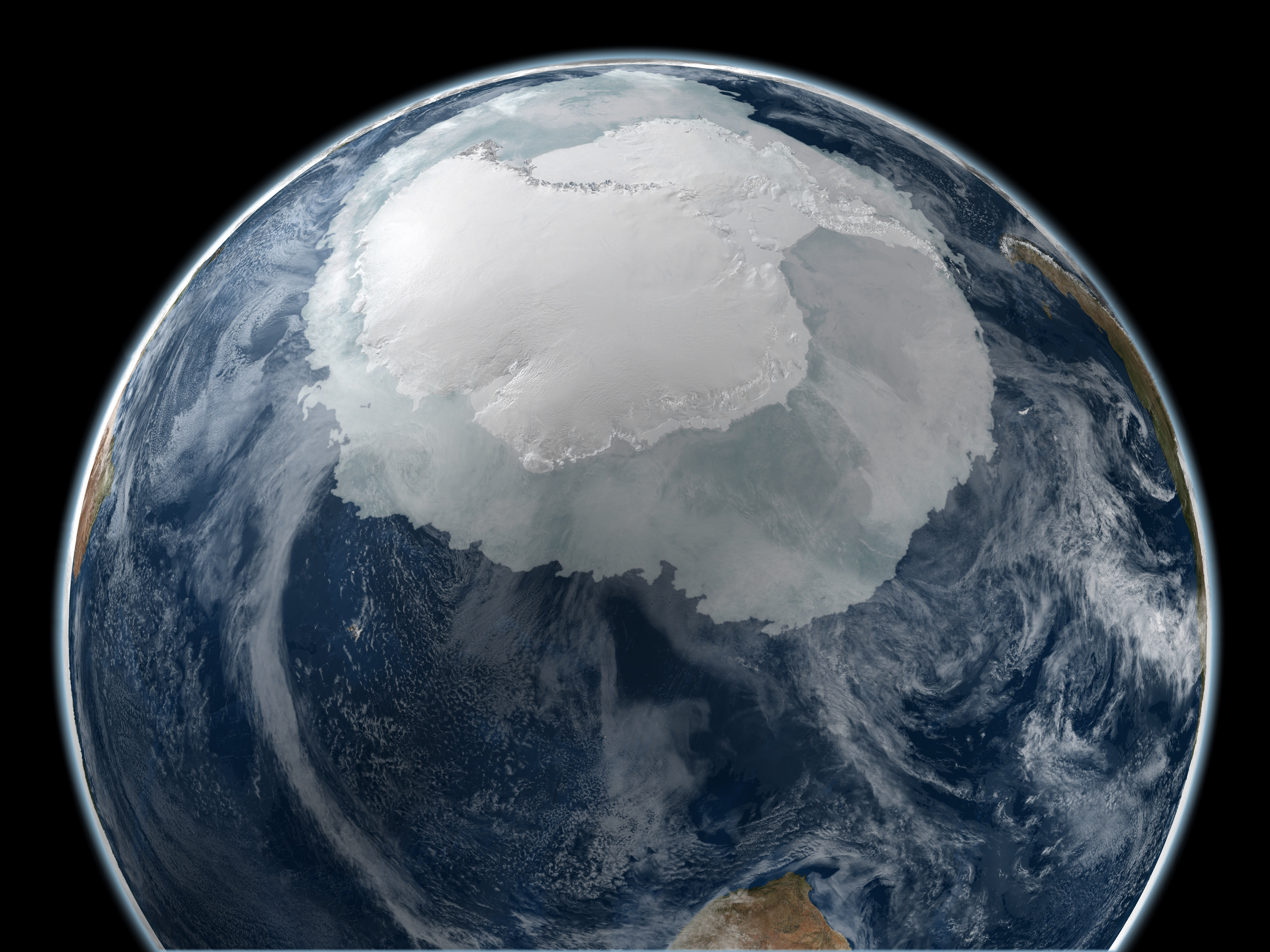
La Antártida desde el espacio el 21 de septiembre de 2005

Australia se alejó de la Antártida formando el Paso de Tasmania, y América del Sur se alejó de la Antártida formando el Paso de Drake. Esto causó la formación de la corriente circumpolar antártica, una corriente de agua fría que rodea la Antártida. Esta corriente todavía existe hoy, y es una razón importante por la que la Antártida tiene un clima tan excepcionalmente frío.
El límite entre el eoceno y el oligoceno hace 33,9 millones de años fue la transición del último período de efecto invernadero al clima actual de las capas de hielos. En este punto, los niveles de CO2 habían caído a 750 ppm. Este fue el comienzo de la Edad de Hielo Cenozoica Tardía. Esto fue cuando las capas de hielo llegaron al océano, el punto de definición.
Hace 33 millones de años fue la evolución del marsupial tilacínido (Badjcinus).
Los primeros eucaliptos, balanidos, félidos y suidos aparecieron hace unos 30 millones de años. Los mamíferos brontotéridos y embritópodos se extinguieron en este momento.
Hace 29,2 millones de años, había tres casquetes de hielo en las altas elevaciones de la Antártida. Una capa de hielo se formó en la tierra de Dronning Maud. Otra capa de hielo se formó en la cordillera Gamburtsev. Una tercera capa de hielo se formó en las montañas Transantárticas. En este punto, las capas de hielo aún no eran muy grandes y la mayor parte de la Antártida no estaba cubierta por hielo.
Hace 28,7 millones de años, la capa de hielo de Gamburtsev había aumentado mucho debido al clima más frío.
El CO2 continuó cayendo y el clima siguió enfriándose. Hace 28,1 millones de años, las capas de hielo Gamburtsev y Transantártica se fusionaron en una capa de hielo central principal. En este punto, el hielo cubrió la mayoría del continente.
Hace 28 millones de años fue el período de tiempo en el que existió el mamífero terrestre mayor, Paraceratherium.
La capa de hielo Dronning Maud se fusionó con la capa de hielo principal hace 27,9 millones de años. Esta fue la formación de la capa de hielo de la Antártida Oriental.
Hace 25 millones de años apareció el primer cérvido. También fue el período de tiempo en el que existió la mayor ave voladora: Pelagornis sandersi.
Hace 22 millones de años se produjo un enfriamiento global.
Hace 20 millones de años se produjeron los primeros osos, jirafas, osos hormigueros gigantes y hienas. También hubo un aumento en la diversidad de las aves.
Los primeros bóvidos, canguros y mastodontes aparecieron hace unos 15 millones de años. Esta fue la parte más cálida de la Edad de Hielo Cenozoica Tardía, con temperaturas globales promedio de alrededor de 18.4 °C. Esto es aproximadamente 3.4 °C más cálido que el promedio 2013-2017. Los niveles atmosféricos de CO2 fueron de alrededor de 700 ppm. Este período de tiempo se denomina óptimo climático del Mioceno Medio.
Hace 14 millones de años, las capas de hielo antárticas eran similares en tamaño y volumen a los tiempos actuales. Los glaciares comenzaban a formarse en las montañas del hemisferio norte.
El gran intercambio americano comenzó hace 9,5 millones de años (la tasa más alta de intercambio de especies se produjo hace unos 2,7 millones de años). Esta fue la migración de diferentes animales terrestres y de agua dulce entre América del Norte y del Sur. Durante este tiempo, armadillos, gliptodontes, perezosos terrestres, colibríes, meridiungulados, zarigüeyas y forácidos migraron de América del Sur a América del Norte. Además, osos, ciervos, abrigos, hurones, caballos, jaguares, nutrias, gatos con dientes de sable, zorrillos y tapires emigraron de América del Norte a América del Sur.
El primer hominino, Sahelanthropus, apareció hace unos 6,5 millones de años.
El mar Mediterráneo se casi secó entre 6 y 5 millones de años atrás (crisis salina del Messiniense).
Hace cinco millones de años aparecieron los primeros hipopótamos y los perezosos arborícolas. Se diversificaron tanto elefantes, cebras y otros herbívoros de pradera, como leones, el género Canis y otros grandes carnívoros. Los roedores excavadores, aves, canguros, pequeños carnívoros y buitres aumentan de tamaño. Hubo una disminución en el número de mamíferos perisodáctilos y se extinguieron los carnívoros nimrávidos.
Los primeros mamuts llegaron hace unos 4,8 millones de años.
La evolución de Australopithecus ocurrió hace cuatro millones de años. Este fue también el momento de la mayor tortuga de agua dulce, Stupendemys.
Entre 3.6 y 3.4 millones de años atrás hubo un repentino pero breve período de calentamiento.

## Glaciación del hemisferio norte

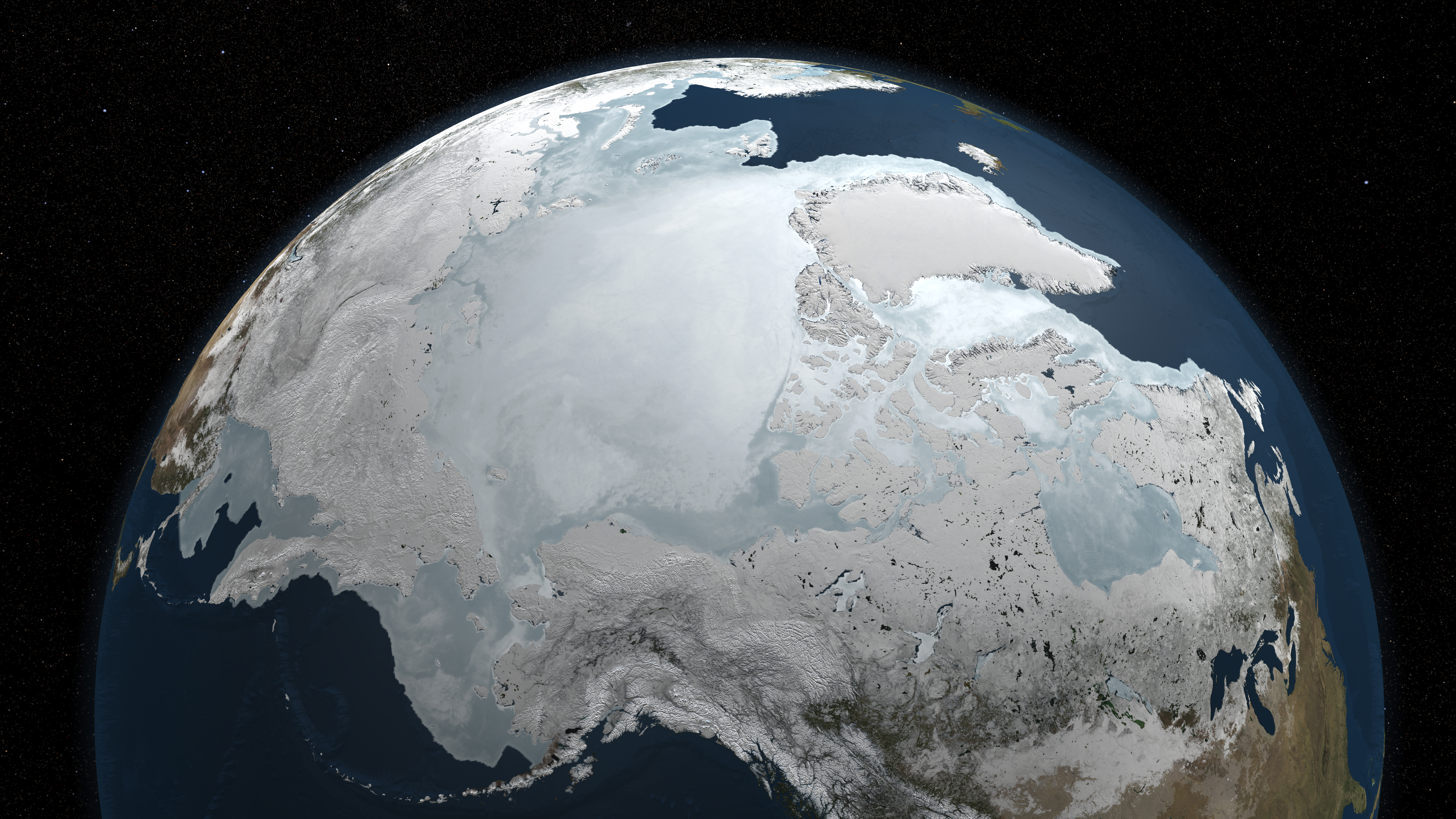
Hielo marino del Ártico desde el espacio el 6 de marzo de 2010

La glaciación del Ártico en el hemisferio norte comenzó con Groenlandia cada vez más cubierta por una capa de hielo en el Plioceno tardío (hace 2.9-2.58 Ma).
La evolución de Paranthropus ocurrió hace 2.7 millones de años.
Hace 2,58 millones de años fue el comienzo de la glaciación del Cuaternario, la fase actual de la Edad de Hielo Cenozoica Tardía. A lo largo del Pleistoceno, ha habido períodos glaciales (períodos fríos con glaciación extendida) y períodos interglaciales (períodos cálidos con menos glaciación). El término estadial es otra palabra para período glacial, e interestadial es otra palabra para período interglacial. La oscilación entre los períodos glacial e interglacial se debe a los ciclos de Milankovitch. Estos son ciclos que tienen que ver con la inclinación axial de la Tierra y la excentricidad orbital. La Tierra está actualmente inclinada a 23.5 grados. Durante un ciclo de 41 000 años, la inclinación oscila entre 22.1 y 24.5 grados. Cuando la inclinación es mayor (alta oblicuidad), las estaciones son más extremas. Durante los momentos en que la inclinación es menor (baja oblicuidad), las estaciones son menos extremas. Menos inclinación también significa que las regiones polares reciben menos luz del sol. Esto provoca un clima global más frío a medida que las capas de hielo comienzan a acumularse. La forma de la órbita de la Tierra alrededor del sol afecta el clima de la Tierra. Durante un ciclo de 100 000 años, la Tierra oscila entre tener una órbita circular y tener una órbita más elíptica. Desde hace 2.58 millones de años hasta aproximadamente 1.73 millones ± 50 000 años atrás, el grado de inclinación axial fue la causa principal de los períodos glaciales e interglaciales.
Hace 2,5 millones de años se produjo la aparición de las primeras especies de Smilodon.
Homo habilis surgió hace unos dos millones de años. Esta fue la primera especie del género Homo. Las coníferas se hicieron más diversas en las latitudes altas. El antepasado del toro actual evolucionó en la India, el Bos primigenus (los uros).
La extinción de los australopitecos ocurrió hace 1,7 millones de años.
Homo antecessor apareció hace 1,2 millones de años. Paranthropus también se extinguió.
Hace aproximadamente 850 000 ± 50 000 años, el grado de excentricidad orbital se convirtió en el principal impulsor de los períodos glaciales e interglaciales en lugar del grado de inclinación, y este patrón continúa hasta nuestros días.
Hace 800 000 años, el oso de cara corta (Arctodus simus) se hizo abundante en América del Norte.
La evolución del Homo heidelbergensis ocurrió hace 600 000 años. 
La evolución de los neandertales ocurrió hace 350 000 años.
Hace 300 000 años se extinguió Gigantopithecus. 
Hace 250 000 años aparecieron en África los primeros humanos anatómicamente modernos.

## Último período glacial

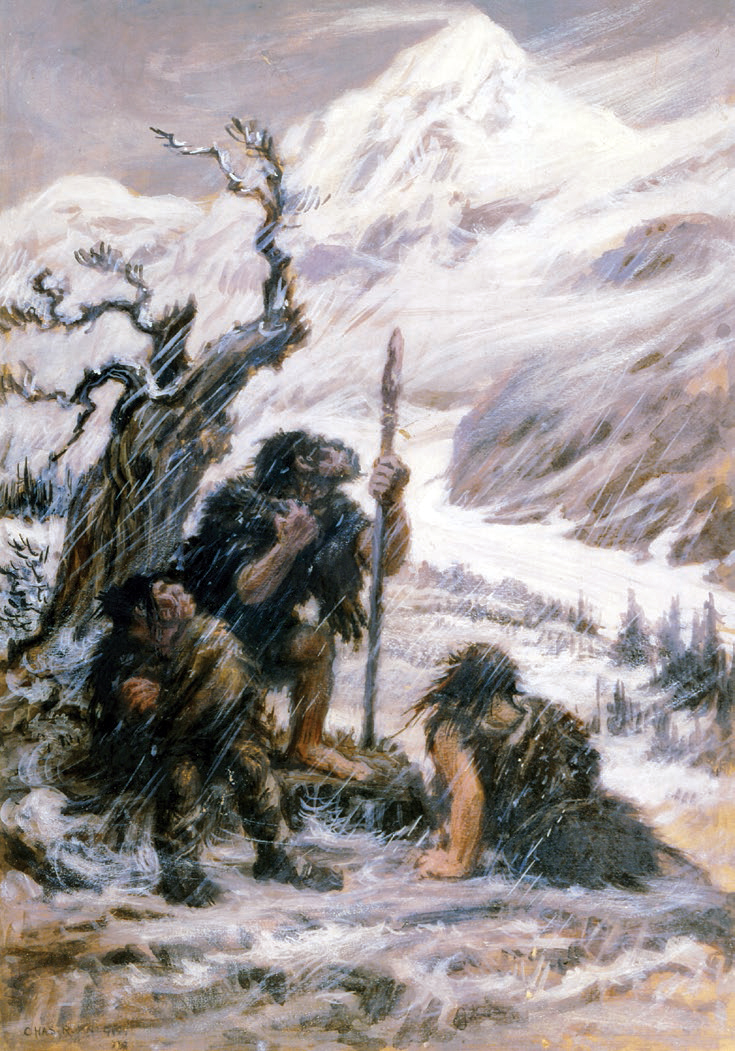
Neandertales durante el último período glacial.

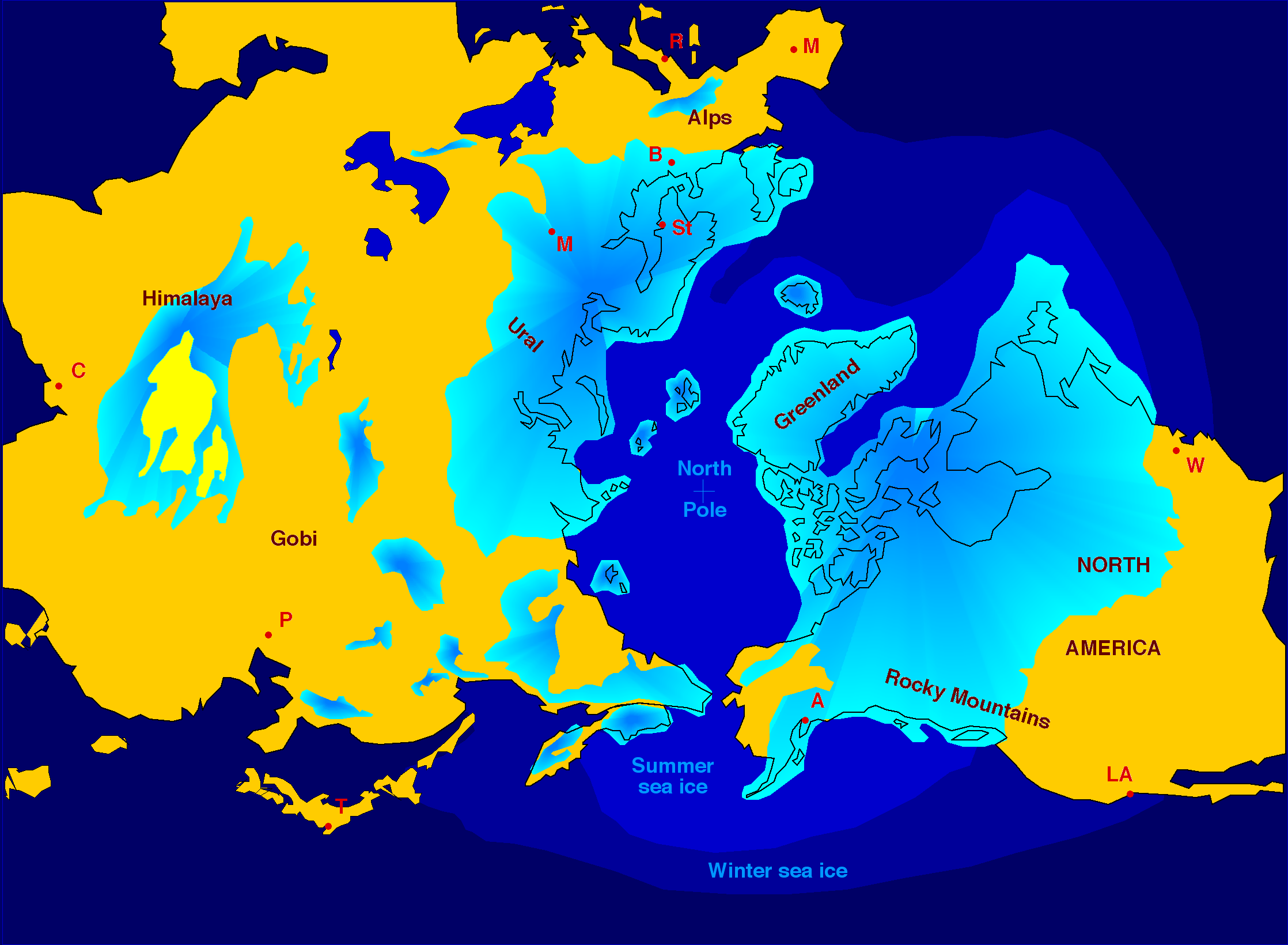
Mapa del hielo del hemisferio norte durante el último máximo glacial.

El último período glacial comenzó hace 115 000 años y terminó hace 11 700 años. Este período de tiempo vio el gran avance de las capas de hielo polar en las latitudes medias del hemisferio norte.
Hace unos 75 000 años ocurrió la erupción del supervolcán Toba en el actual Lago Toba (Sumatra, Indonesia). La erupción causó un invierno volcánico mundial que duró de seis a diez años. Es posible que incluso haya tenido un efecto refrescante en el clima que duró mil años. Hay un cuello de botella en el ADN humano, y se cree que es el resultado de la erupción de Toba. Se cree que los seis o diez años de clima frío durante el invierno volcánico destruyeron gran parte de las fuentes de alimentos y redujeron en gran medida la población humana.
Hace 50 000 años, el Homo sapiens emigró de África. Comenzaron a reemplazar a otros homininos en Asia. También comenzaron a reemplazar a los neandertales en Europa. Sin embargo, algunos de los Homo sapiens y neandertales se cruzan. Actualmente, las personas de ascendencia europea poseen de dos a cuatro por ciento de ADN neandertal. Los neandertales se extinguieron hace 30 000 años. 
El último máximo glacial se extendió desde hace 26 500 años hasta hace 20 000 años. Aunque diferentes capas de hielo alcanzaron su máxima extensión en momentos algo diferentes, este fue el momento en que las capas de hielo en general tuvieron su máxima extensión.
Según Blue Marble 3000 (un video de la Zurich University of Applied Sciences), la temperatura global promedio de alrededor de 19 000 aC (hace unos 21 000 años) fue de 9.0 °C. Esto es aproximadamente 6.0 °C más frío que el promedio 2013-2017.
Las cifras proporcionadas por el Intergovernmental Panel on Climate Change (IPCC) estiman una temperatura global ligeramente más baja que las cifras proporcionadas por la Zurich University of Applied Sciences. Sin embargo, estas cifras no son exactas y están más abiertas a la interpretación. Según el IPCC, las temperaturas globales promedio aumentaron en 5.5 ± 1.5 °C desde el último máximo glacial, y la tasa de calentamiento fue aproximadamente 10 veces más lenta que la del siglo XX. Parece que están definiendo el presente como en algún momento del siglo XIX para este caso, pero no especifican años exactos ni dan una temperatura para el presente. 
Berkeley Earth publica una lista de temperaturas globales promedio por año. Si promedia todos los años desde 1850 hasta 1899, la temperatura promedio es de 13.8 °C. Al restar 5.5 ± 1.5 °C del promedio de 1850-1899, la temperatura promedio para el último máximo glacial es de 8.3 ± 1.5 °C. Esto es aproximadamente 6.7 ± 1.5 °C más frío que el promedio 2013-2017. Esta cifra está abierta a interpretación porque el IPCC no especifica 1850-1899 como el presente, ni da ningún conjunto exacto de años como el presente. Tampoco establece si están o no de acuerdo con las cifras proporcionadas por Berkeley Earth. 
Según el United States Geological Survey (USGS), el hielo permanente cubrió aproximadamente el 8% de la superficie de la Tierra y el 25% de la superficie terrestre durante el último máximo glacial. El USGS también afirma que el nivel del mar era aproximadamente 125 m más bajo que en los tiempos actuales (2012). El volumen de hielo en la Tierra era de alrededor de 71 000 000 km³, que es aproximadamente 2.1 veces el volumen actual de hielo de la Tierra. 
La extinción del rinoceronte lanudo (Coelodonta antiquitus) ocurrió hace 15 000 años después del último máximo glacial.

## Periodo interglacial actual

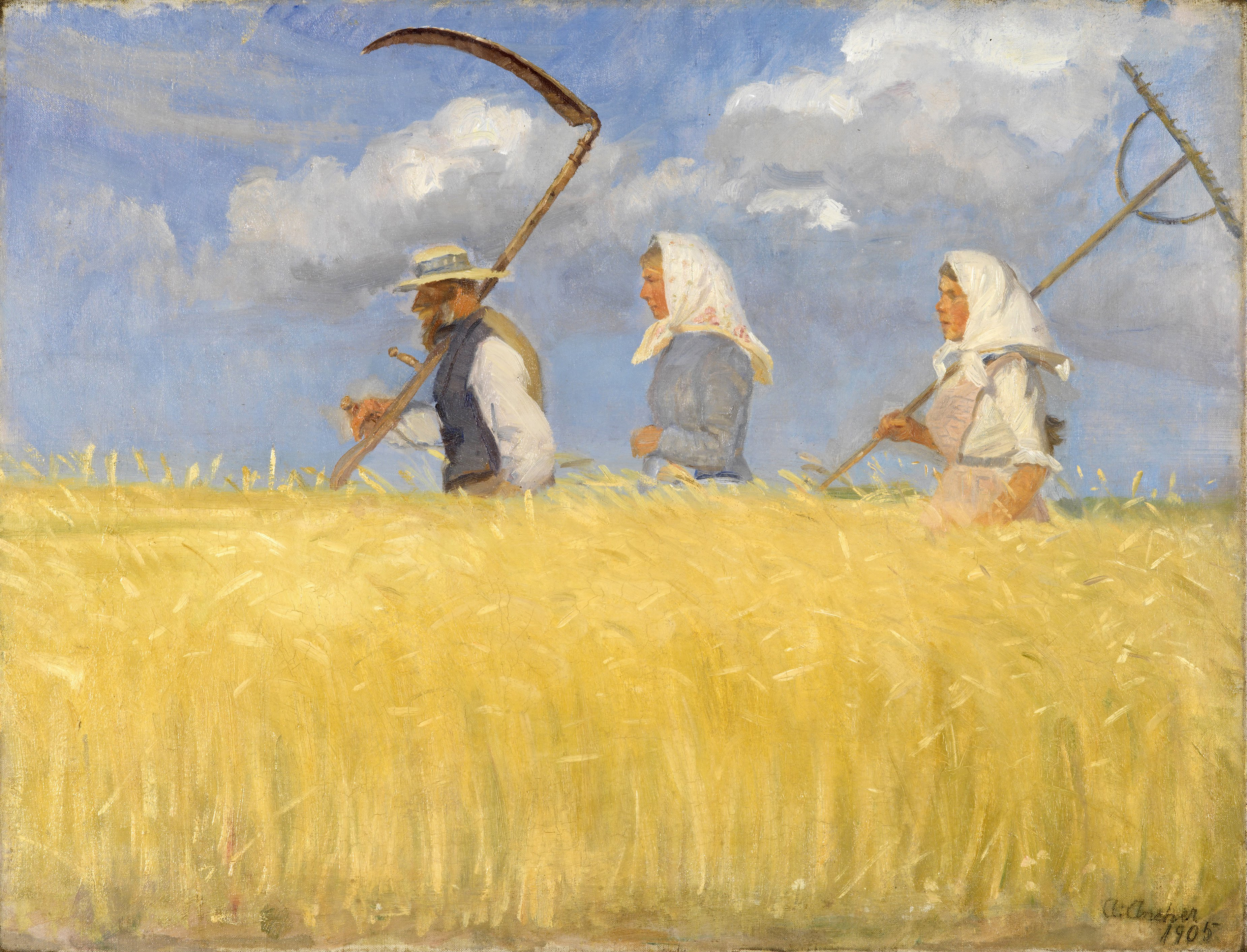
La agricultura y el surgimiento de la civilización se produjeron durante el actual período interglacial.

La Tierra se encuentra actual mente en un período interglacial que comenzó hace 11 700 años. Esto se conoce tradicionalmente como la época del Holoceno y actualmente (desde 2005) es reconocido como tal por la Comisión Internacional de Estratigrafía. Sin embargo, existe un debate sobre si en realidad es una época separada o simplemente un período interglacial dentro de la época del Pleistoceno. Este período también se puede denominar etapa interglacial de Flandrian o Flandrian. 
Según Blue Marble 3000, la temperatura global promedio al comienzo del período interglacial actual era de alrededor de 12.9 °C.
La agricultura comenzó hace 11 500 años. 
Los équidos, los perezosos gigantes terrestres y los osos de cara corta se extinguieron hace 11 000 años.
El Smilodon se extinguió hace 10 000 años, así como las especies continentales del mamut lanudo. 
El lémur gigante se extinguió hace 8 000 años.
Alrededor de 3 200 a. C. (hace 5 200 años) se inventó el primer sistema de escritura. Era la escritura cuneiforme utilizada en Mesopotamia (actual Irak).
Los últimos mamuts en la Isla de Wrangel, frente a la costa de Siberia, se extinguieron hace unos 3 700 años.
Según la lista de temperaturas globales promedio de Berkeley Earth por año, la temperatura global promedio para el período 1850-1899 fue de 13.8 °C. Debido a que los gases de efecto invernadero han aumentado rápidamente desde el siglo XIX, la temperatura global promedio fue de 15.0 °C para el período 2013-2017.
Al estar en un interglacial, hay menos hielo del que había durante el último período glacial. Sin embargo, el último período glacial fue solo una parte de la edad de hielo que aún continúa hoy. A pesar de que la Tierra está en un interglacial, todavía hay más hielo que fuera de la edad de hielo. Actualmente también hay capas de hielo en el hemisferio norte , lo que significa que hay más hielo en la Tierra de lo que había durante los primeros 31 millones de años de la Edad de Hielo Cenozoica Tardía. Durante ese tiempo, solo existían las capas de hielo antártico. Actualmente (a partir de 2012), alrededor del 3,1% de la superficie de la Tierra y el 10,7% de la superficie terrestre está cubierta de hielo durante todo el año según el USGS. El volumen total de hielo actualmente en la Tierra es de aproximadamente 33 000 000 km³ (a partir de 2004). El nivel actual del mar (a partir de 2009) es 70 m más bajo de lo que sería sin las capas de hielo de la Antártida y Groenlandia.
Basado en los ciclos de Milankovitch, se predice que el período interglacial actual será inusualmente largo, continuando por otros 25 000 a 50 000 años más allá de los tiempos actuales. También hay altas concentraciones de gases de efecto invernadero en la atmósfera por la actividad humana, y es casi seguro que aumente en las próximas décadas. Esto conducirá a temperaturas más altas. En 25 000 a 50 000 años, el clima comenzará a enfriarse debido a los ciclos de Milankovich. Sin embargo, se predice que los altos niveles de gases de efecto invernadero evitarán que se enfríe lo suficiente como para acumular suficiente hielo para cumplir con los criterios de un período glacial. Esto extendería efectivamente el período interglacial actual unos 100 000 años adicionales colocando el próximo período glacial de 125 000 a 150 000 años en el futuro.